# Arizelocichla masukuensis
El bulbul de las Masuku (Arizelocichla masukuensis) es una especie de ave paseriforme de la familia Pycnonotidae endémica de las montañas de África oriental. 

## Taxonomía
Anteriormente se clasificaba en el género Andropadus, pero fue trasladado al género Arizelocichla en 2007.
En la actualidad se reconocen dos subespecies:
- A. m. roehli - (Reichenow, 1905): se encuentra en las montañas que atraviesan Tanzania del sur  al noreste Tanzania
- A. m. masukuensis - (Shelley, 1897): se localiza en el suroeste de Tanzania y el nor te de Malawi.

Anteriormente se reconocían dos subespecies más que en la actualidad conforman la especie Arizelocichla kakamegae.